# Ombret-Rawsa
Ombret-Rawsa is een voormalige gemeente in de Belgische provincie Luik. De gemeente bestond uit de dorpen Ombret in het noorden en Rawsa in het zuiden. Ten noorden van de gemeente stroomde de Maas.

## Geschiedenis
De gehuchten Ombret en Rawsa behoorden aanvankelijk tot de gemeente Amay. In 1842 werden de gehuchten van Amay afgesplitst in een nieuwe zelfstandige gemeente Ombret-Rawsa, met als hoofdplaats Ombret.
Bij de gemeentelijke herindeling van 1977 werd Ombret ingedeeld bij de gemeente Amay en Rawsa bij de gemeente Modave